# Quake III Arena
Quake III Arena — компьютерная игра в жанре шутера от первого лица, разработанная студией id Software и изданная компанией Activision в 1999 году. В отличие от предыдущих игр серии, Quake III Arena ориентирована на многопользовательский режим и не имеет полноценной одиночной кампании.

## Сюжет
Несколько столетий назад таинственная раса Вадригар построила Вечную Арену — место для гладиаторских боёв. Ничего неизвестно об этих существах, за исключением того, что им нравится наблюдать за резнёй в пылу сражений. Они отправляют на Арену лучших гладиаторов всех времён.
Для того чтобы победить, гладиатору требуется не только выжить, но и одолеть своих соперников. Воина Вадригар не может остановить даже смерть — павший воин немедленно перерождается и возвращается обратно в бой, возможно, даже более опытным.
Когда пыль и кровь осядут, воины продолжат свою борьбу, развлекая Вадригар. Но лишь самый сильный из гладиаторов сможет пройти дальше, пока в финале не встретится с Зиро (Xaero) — чемпионом Вечной Арены.

## Игровой процесс
Игрок начинает свой «путь» с нулевого звена (Tier 0). Он появляется в комнате, обставленной компьютерами. Его приветствует неизвестный голос одного из Вадригар: «Welcome to Quake 3 Arena». После этого игрок попадает на первую арену, на которой происходит первый бой. После победы игрок перемещается по звеньям, где сражается с другими «гладиаторами». На последнем звене (Tier 7 или Tier Z) игрок сражается с чемпионом Арены — Зиро. После победы игрока Зиро кланяется новому чемпиону, затем встаёт посреди зала и обращается в статую, а его душа воспаряет вверх.

## Режимы игры

### Одиночная игра
Цель одиночной игры состоит в прохождении кругов, сражаясь с ботами. В каждом круге по 4 карты, всего 7 кругов, включая финальную карту, за исключением первого и последнего кругов, где всего по одной карте. По прохождении круга открывается доступ к следующему. Игрок может получить «медали» за точные попадания, двух и более убитых врагов подряд и т. п. Также в одиночной игре присутствует эмуляция мультиплеера для игры с ботами не по сети (Skirmish, «стычка»); все режимы игры как в мультиплеере.

### Мультиплеер
В мультиплеере имеются четыре режима игры:
- Free For All — режим «каждый сам за себя», классический Deathmatch: победит тот игрок, который выстоит перед противниками и наберёт нужное количество фрагов.
- Team Deathmatch — командный бой насмерть: победит команда, набравшая нужное количество фрагов раньше противника.
- Tournament — турнир «один на один». Игроки сражаются парами по очереди по принципу «победивший со следующим».
- Capture The Flag (CTF) — захват флага. Цель — захватить вражеский флаг и принести на свою «базу». Победит та команда, которая наберёт максимальное количество захватов раньше противника.

При наличии различных модификаций возможны и другие режимы игры: «Freeze tag», «Rocket arena», «excessive», «excessiveplus» и модификация для забавы «crazyfire». Существует также «Defrag» — модификация для тренировки техники передвижения и точности стрельбы.
Возможно играть через LAN или Интернет. Для противостояния читерству используется программа PunkBuster.

## Движок id Tech 3 и графические новинки
Игра использовала движок id Tech 3, который поддерживал инновационную 3D-технологию кривых Безье, хотя игровой общественностью это было воспринято как недостаток, нежели преимущество. Игроки, привыкшие к битвам в Quake II, с большой неохотой переходили на третью часть игры, мотивируя это неудобностью, непривычностью и прожорливостью по отношению к ресурсам. Движок не поддерживает программную растеризацию и требует графический ускоритель для работы. Технологическим прорывом было использование простых программных шейдеров для задания материалов.
19 августа 2005 года компания id Software опубликовала исходные коды движка игры (версия 1.32) под лицензией GNU General Public License, как это было с движками Wolfenstein 3D, Doom, Quake и Quake II. Чуть позднее группа разработчиков Icculus заявила об адаптации движка игры для различных платформ и внесении новых возможностей.

## Модификации
Движок Quake III оказался достаточно гибким, что привело к созданию множества модификаций (модов). Наибольшее распространение получили так называемые турнирные модификации, которые упрощали процесс проведения чемпионатов и настройку клиентской части игры. Самым популярными модами являются Excessiveplus, OSP и CPMA. Также довольно популярным стал DeFRaG, модификация ориентированная на выполнение различных трюков на время. В апреле 2000 года было выпущено официальное дополнение Quake III: Team Arena, ориентированное на командные сражения, также появились новые виды оружия, модели и пауэр-аппы (power-ups). Но дополнение не получило ожидаемой популярности, так как id разрабатывала его очень долго и за это время уже успели появиться модификации сторонних разработчиков, полюбившиеся публике.

### Quake Live
В 2010 году была выпущена игра Quake Live, которая представляла собой модифицированную версию Quake III Arena с отдельными функциями социальной сети, работающую через интернет-браузеры. Впоследствии игра была выполнена в виде отдельного приложения, а выпуск версий для браузера был приостановлен.

## Киберспорт
Quake III, как и предыдущие версии, получила широкое распространение в киберспорте. Чемпионаты проводились несколько раз в год, Quake III входила в программу крупнейших мировых соревнований, таких как WCG и CPL. В профессиональной игре использовались модификации OSP Tourney и CPMA.
В 2018 году разработчики из DeepMind научили систему искусственного интеллекта играть в Quake III Arena на уровне человека. Компания устроила турнир, в котором приняли участие 40 человек. Люди и агенты в играх были случайно перемешаны. Система искусственного интеллекта одержала больше побед, чем настоящие игроки.

## Отзывы
| Сводный рейтинг         | Сводный рейтинг                                                                    | Сводный рейтинг | Сводный рейтинг                                                                    | Сводный рейтинг |
| Издание                 | Оценка                                                                             | Оценка          | Оценка                                                                             | Оценка          |
| Издание                 | Dreamcast                                                                          | PC              | PS2                                                                                | Xbox 360        |
| ----------------------- | ---------------------------------------------------------------------------------- | --------------- | ---------------------------------------------------------------------------------- | --------------- |
| GameRankings            | 92,15 %                                                                            | 83,77 %         | 83,62 %                                                                            | 67,57 %         |
| Metacritic              | 93/100                                                                             | N/A             | 84/100                                                                             | N/A             |
| Иноязычные издания      |                                                                                    |                 |                                                                                    |                 |
| Издание                 | Оценка                                                                             | Оценка          | Оценка                                                                             | Оценка          |
| Издание                 | Dreamcast                                                                          | PC              | PS2                                                                                | Xbox 360        |
| EGM                     | 8,83/10                                                                            | N/A             | 6,5/10                                                                             | N/A             |
| Eurogamer               | N/A                                                                                | 9/10            | N/A                                                                                | N/A             |
| Famitsu                 | N/A                                                                                | N/A             | 25/40                                                                              | N/A             |
| Game Informer           | 9,25/10                                                                            | N/A             | 7,75/10                                                                            | N/A             |
| GamePro                 | 4,5 из 5 звёзд · 4,5 из 5 звёзд · 4,5 из 5 звёзд · 4,5 из 5 звёзд · 4,5 из 5 звёзд | N/A             | 4,5 из 5 звёзд · 4,5 из 5 звёзд · 4,5 из 5 звёзд · 4,5 из 5 звёзд · 4,5 из 5 звёзд | N/A             |
| GamesMaster             | N/A                                                                                | 95 %            | 90 %                                                                               | N/A             |
| GameSpot                | 9,4/10                                                                             | 9,2/10          | 7,7/10                                                                             | N/A             |
| GameSpy                 | N/A                                                                                | N/A             | 7,7/10                                                                             | N/A             |
| GamesRadar+             | 10/10                                                                              | N/A             | 7,5/10                                                                             | N/A             |
| IGN                     | 9,2/10                                                                             | 9,3/10          | 8,8/10                                                                             | N/A             |
| OPM                     | N/A                                                                                | N/A             | 4,5 из 5 звёзд · 4,5 из 5 звёзд · 4,5 из 5 звёзд · 4,5 из 5 звёзд · 4,5 из 5 звёзд | N/A             |
| PC Gamer (UK)           | N/A                                                                                | 95 %            | N/A                                                                                | N/A             |
| PC Gamer (US)           | N/A                                                                                | 80 %            | N/A                                                                                | N/A             |
| PC PowerPlay            | N/A                                                                                | 93/100          | N/A                                                                                | N/A             |
| Game Chronicles         | N/A                                                                                | 9,6/10          | N/A                                                                                | N/A             |
| Gaming Age              | N/A                                                                                | A-              | N/A                                                                                | N/A             |
| The Cincinnati Enquirer | 5 из 5 звёзд · 5 из 5 звёзд · 5 из 5 звёзд · 5 из 5 звёзд · 5 из 5 звёзд           | N/A             | N/A                                                                                | N/A             |
| Cheat Code Central      | 5 из 5 звёзд · 5 из 5 звёзд · 5 из 5 звёзд · 5 из 5 звёзд · 5 из 5 звёзд           | N/A             | N/A                                                                                | N/A             |
| Next Generation         | 4 из 5 звёзд · 4 из 5 звёзд · 4 из 5 звёзд · 4 из 5 звёзд · 4 из 5 звёзд           | N/A             | 4 из 5 звёзд · 4 из 5 звёзд · 4 из 5 звёзд · 4 из 5 звёзд · 4 из 5 звёзд           | N/A             |
| Русскоязычные издания   |                                                                                    |                 |                                                                                    |                 |
| Издание                 | Оценка                                                                             | Оценка          | Оценка                                                                             | Оценка          |
| Издание                 | Dreamcast                                                                          | PC              | PS2                                                                                | Xbox 360        |
| Absolute Games          | N/A                                                                                | 80 %            | N/A                                                                                | N/A             |

Игра получила восторженные отзывы от критиков и стала одной из лучших игр в киберспорте.

## Музыка из игры
Музыка написана группами Front Line Assembly и Sonic Mayhem.
- Intro (0:52) — Front Line Assembly[24]
- Deathmatch (3:17) — Front Line Assembly
- Hell’s Gate (2:21) — Front Line Assembly
- Tier (2:14) — Front Line Assembly
- Lost Souls (2:00) — Front Line Assembly
- Old Castle (2:09) — Front Line Assembly
- Quad Damage (3:05) — Sonic Mayhem
- Sacrifice (2:23) — Sonic Mayhem
- Fraggot (3:36) — Sonic Mayhem
- Fuel My Game (4:14) — Sonic Mayhem
- Rocket Jump (3:15) — Sonic Mayhem
- Xaero (3:31) — Sonic Mayhem
- Battle Lost (0:51) — Front Line Assembly
- Battle Won (1:36) — Front Line Assembly
- End Credits (1:00) — Bill Brown[25]